# Asiarge
Asiarge — рід перетинчастокрилих комах родини аргіди. Представники роду поширені у провінції Внутрішня Монголія на північному заході Китаю, у Монголії, Казахстані, Киргизстані.

## Опис
Забарвлення тіла сильно варіює в межах видів, що призвело до опису значно більшого числа видів, ніж визнається.
На крилах присутні субкостальні жилки. Радіальні комірки з додатковою коміркою: жилка, подібна до радіального сектору, майже досягає краю крила. Анальна комірка переднього крила видовжена та позбавлена базальної комірки. Передні крила з чотирма кубітальними комірками.
Ширина голови досягає 70% від ширини грудей. На лобі є виступ, який у профіль нагадує ніс людини. Джгутик антени у самців неподілений. Ліва мандибула загострена на кінці та при погляді збоку виглядає тоншою.
Середні та задні стегна без приверхівкових шпор. Кігтики без приверхівкових зубців.

## Таксономія
Типовий вид — Asiarge shnitnikovi Gussakovskii, 1935. Молодшим синонімом є назва Kypharge Malaise, 1935, оскільки стаття Всеволода Гуссаковського вийшла у жовтні 1935 року, а стаття Рене Малеза — лише у грудні того ж року.

## Види
До роду належать 3 визнані самостійними види:
- Asiarge centralis Gussakovskii, 1935
- Asiarge regeli Gussakovskii, 1935
- Asiarge shnitnikovi Gussakovskii, 1935

Назви Asiarge djarkentica (Malaise, 1935) та Asiarge fumipennis Gussakovskii, 1935 вважаються синонімами Asiarge regeli.